# Ježurovití
Ježurovití (Tachyglossidae) patří do řádu ptakořitných, jednoho ze dvou v podtřídě vejcorodých savců. Tělo má pokryté bodlinami. Nejbližší příbuzní žijí v čeledi ptakopyskovitých s kterými se vyvinuli z neznámého předka během paleogénu před 65,5 až 23 mil. lety.

## Taxonomie
Ježurovití zahrnují dva rody, rod  ježura (Tachyglossus) a paježura (Zaglossus) a čtyři druhy: ježura australská (Tachyglossus aculeatus), paježura Attenboroughova (Zaglossus attenboroughi), paježura Bartonova (Zaglossus bartoni) a paježura Bruijnova (Zaglossus bruijni).

## Výskyt
Pocházejí z Austrálie kterou vyjma pouští téměř celou obývají a rozšířili se i na nedalekou Novou Guineu. Jsou to zvířata žijící od buše až po horské lesy, loví převážně ve dne, pouze v létě kdy se vyhýbají teplu vycházejí z úkrytu až k večeru nebo v noci. Snášejí nízké teploty ale v zimním období mohou za chladného počasí upadat do letargie.

## Popis
Dospělá zvířata jsou dlouhá asi 45 cm a váží 4 až 5 kg, tělo bez znatelného ohraničení hlavy (bez krku) je pokryto srstí; její některé chlupy jsou na svrchní straně přeměněny v ostré bodliny až 5 cm dlouhé a mezi nimi je normální srst chránící před chladem. Úzký štíhlý čenich je prodloužen až na 7,5 cm, vypadá jako zobák, je pokrytý měkkou kůží a obsahuje mechanické a tepelné receptory nutné k lovu. Nemají zuby, jen rohovité lišty a dlouhý červovitý jazyk (až 18 cm dlouhý) je vytažitelný ven z čenichu. Nozdry jsou na horním konci čenichu a zajišťují velmi dobrý čich. Ústa s otvorem jen okolo 0,5 cm velkým jsou na spodním konci čenichu. Oči umístěné po stranách kořene čenichu jsou malá, jen do 1 cm v průměru a směřují dopředu. Uši vnímající i nízké frekvence jsou po stranách a nemají boltce. Obě pohlaví mají na břichu zárodek vaku který se zcela vyvine březím samicím ve kterém nosí oplodněné vajíčko i potomka. Samice mají dva vaječníky, samci nemají šourek a varlata jsou uvnitř těla. Ježurovití mají jeden společný otvor, kloaku, pro výkaly, moč i vajíčko, na konci těla pak mají malý ostnatý ocas. Samcům vyrůstá na zadní noze dutý osten (ostruhu) který je bez jedu.
Končetiny vyvinuté pro hrabání jsou krátké a silné s pěti prsty, mají silné drápy účinné při hrabání. Na prvém prstu je dráp krátký, na druhém dlouhý, na třetím dlouhý nebo krátký (poznávací znamení poddruhů) a na čtvrtém a pátém krátký, prsty s dlouhými zahnutými drápy na zadních končetinách slouží k úpravě srstí. Jejich kostra je velmi pevná, mají 7 obratlů krčních, 16 hrudních, 3 bederní, 3 křížové a 12 ocasních. Pod kůží mají mohutný sval, panniculus carnosus, který jim umožňuje stočit se v případě nebezpečí do klubíčka a chránit si tak břicho prosté ostnů.

## Potrava
Jejich potravou jsou hlavně mravenci, termiti, červi a různí bezobratlí které vyhrabávají ze země nebo z padlých stromů a lapají na tenký, lepkavý, rychle se vysunující jazyk (až 100krát za minutu). Odtud i vědecké pojmenování, "tachyglossus" v překladu značí "rychlý jazyk".

## Vztah k okolí
Ježurovití žijí samotářským způsobem, nemají svá teritoria ani trvalé hnízdiště, potulují se po velkém území. Před případným nebezpečím je chrání bodlinatý kožich nebo úkryt v noře. Žijí v zalesněných územích s dostatkem padlých stromů hojných na termity a mravence. Objevují se také často v hustých houštinách v zemědělsky obhospodařovaných oblastech. Pohybují se celkem pomalu.
Zvířata mají nízkou tělesnou teplotu 30 až 32 °C, pomalý metabolismus a nerychlé pohyby. V zimním období upadají do strnulosti nebo spánku a hibernují v norách až po dobu 30 dnů, tehdy jim může teplota klesnou i na 5 °C. Za horka nemají žádnou možnost snížit si tělesnou teplotu a proto v tuto dobu přebývají v chladných norách.

## Rozmnožování
V období páření (jednou ročně) vydávají samci i samice silný zápach, po až několikatýdenních námluvách se páří břichem k sobě, výsledkem je jedno oplodněné vajíčko, k oplodnění dojde ve vejcovodu. Březím samicím se na břichu vyvine dopředu otevřený vak a samice vyhrabe asi metr dlouhou noru s prostorem na konci který vystele listím a trávou. Březost trvá tři až čtyři týdny, během ní vloží do vaku kožnaté vajíčko asi 1,5 cm velké, přibližně deset dnů nato se za pomoci vaječného zubu vylíhne 1,5 cm velké mládě které saje mléko z tzv. mléčných polí na bocích břicha (samice nemají bradavky). Období laktace trvá asi sedm až osm měsíců, po dvou až třech měsících je mládě pro počínající růst ostnů matkou z vaku vypuzeno a přebývá ukryto v noře; matka se k němu vrací krmit. Samci samici po kopulaci opouštějí.
Ježurovití dosahují pohlavní dospělosti mezi pátým a dvanáctým rokem, jedno mládě mívají za dva až šest let. Ve volné přírodě se dožívají průměrně 45 roků, přirozených nepřátel mnoho nemají, pouze nedospělá mláďata v norách mohou být napadena divokými prasaty nebo psy dingo. Na Nové Guineji jsou ježurovití loveni domorodci, ostrov je ale jen málo zalidněn, v Austrálii jich zase hodně zajedou automobily.